# Aledo (Teksas)
Aledo je grad u američkoj saveznoj državi Teksas. Prema popisu stanovništva iz 2010. u njemu je živjelo 2.716 stanovnika.